# Gunnar Biörklund
Erik Gustaf Gunnar William Biörklund, född 21 juni 1898 i Malmö Sankt Petri församling, död 21 februari 1973 i Kungsholms församling i Stockholm, var en svensk jurist och polisskolerektor.
Efter akademiska studier blev Biörklund filosofie kandidat 1919 och juris kandidat 1921 varpå han gjorde tingstjänstgöring 1922–1925. Han blev amanuens vid Överståthållarämbetet för polisärenden 1925, notarie där 1926, polisassessor 1927, biträdande polisdomare 1930 och polisintendent 1931. Han var föreståndare för underbefälets poliskurser 1934–1939 och rektor för Statens polisskola 1938–1964.
Han var sakkunnig i kommittén för omorganisation av polisundervisningen 1937. Han författade Kommentarer till trafiklagstiftningen, Lärobok i straffrätt samt artiklar i straffrättsliga och specialstraffrättsliga ämnen.
Gunnar Biörklund var son till förste stationsskrivaren Gustaf Björklund och Selma Sövig. Han gifte sig 1930 med tyskfödda Annemarie Köhler (1903–1995), dotter till bokförläggaren Adolf Köhler och Hertha Wiessner. De fick två barn: tingsnotarien Kjell Biörklund (1932–1957) och TV-hallåan Amelie Appelin (1937–2004). Makarna Biörklund är begravda i familjegrav på Norra begravningsplatsen i Stockholm.